# Герберт Кюндігер
Герберт Кюндігер (нім. Herbert Kündiger; 3 серпня 1910, Лейпциг — 1 лютого 1945, Будапешт) — німецький офіцер, оберстлейтенант вермахту. Кавалер Лицарського хреста Залізного хреста з дубовим листям.

## Біографія
1 липня 1929 року вступив в 2-й піхотний полк. З 2 листопада 1938 року — фельдфебель, командир взводу 32-го піхотного полку. Учасник Польської і Французької кампаній. З грудня 1940 року — командир 6-ї роти 261-го піхотного полку 113-ї піхотної дивізії. З лютого 1942 року брав участь в Німецько-радянській війні. Був тяжко поранений під час наступу на Сталінград. З грудня 1942 року — командир роти 260-го запасного гренадерського батальйону. З червня 1943 року — командир 3-го батальйону 261-го гренадерського полку. Відзначився у боях під Невелем. З кінця 1943 року — командир 1-го батальйону 978-го гренадерського полку 271-ї піхотної дивізії. Учасник боїв у Нормандії. З вересня 1944 року — командир 978-го полку, з яким взяв участь у боях в Угорщині. Загинув у бою.

## Нагороди
- Медаль «За вислугу років у Вермахті» 4-го класу (4 роки)
- Залізний хрест
  - 2-го класу (26 червня 1940)
  - 1-го класу (3 листопада 1941)
- Штурмовий піхотний знак в сріблі (20 серпня 1940)
- Медаль «За зимову кампанію на Сході 1941/42» (19 серпня 1942)
- Німецький хрест в золоті (21 жовтня 1943)
- Нагрудний знак «За поранення» в сріблі (25 жовтня 1943)
- Нагрудний знак ближнього бою в бронзі (19 лютого 1944)
- Лицарський хрест Залізного хреста з дубовим листям
  - лицарський хрест (9 грудня 1944)
  - дубове листя (№708; 21 січня 1945)